# Horacio Pagani
Horacio Pagani   (Casilda, 10 de novembre de 1955) és un dissenyador ítalo-argentí d'automòbils, fundador i propietari de Pagani Automobil

## Biografia
Després d'un any a la universitat va decidir abandonar els seus estudis i, amb 20 anys, va debutar al món dels automòbils de carreres dissenyant un automòbil per a la Fórmula 2 Renault.
Guanya un concurs de disseny de l'interior d'una autocaravana. El premi és lliurat per Oreste Berta. Aquest us posa en contacte amb Juan Manuel Fangio qui, al seu torn, li dona una carta de presentació per treballar a Ferrari.
No ho aconsegueix a Ferrari però sí a Lamborghini. Ascendeix i suggereix a Ferruccio Lamborghini que havien de crear una divisió per a la fabricació de peces de fibra de carboni. Ferruccio no aprova el projecte i això fa que Pagani demani un préstec al banc per fundar Pagani Composite Research (investigació de materials compostos) el 1988. Aquesta nova empresa col·labora amb Lamborghini en nombrosos projectes, incloent-hi el redisseny del Lamborghini Countach, el concepte disseny P140 i el Lamborghini Diablo.
A finals de la dècada dels 80, Pagani s'inicia en el disseny d'una interlocutòria pròpia anomenada Projecte C8 encara que amb la idea de canviar-li el nom, en un futur, a Fangio F1 per honrar les cinc vegades campió de Fórmula 1 Juan Manuel Fangio, que li havia obert les portes d'Itàlia i del món de les actuacions esportives més sofisticades d'aquells temps.
El 1991 es funda Pagani Modena Design per tal de satisfer la creixent demanda dels serveis de disseny, enginyeria específica i de producció de prototips que existia.
El 1992 va començar la construcció d'un prototip del Fangio F1, el 1993 es va provar al túnel de vent Dallara amb resultats positius i, finalment, el 1994 Mercedes-Benz va acordar subministrar els motors V12 a Pagani.
El primer automòbil de producció va ser nomenat Zonda C12 (el nom Fangio F1 va ser descartat per respecte a la memòria del corredor, que acabava de morir el 1995) i es va presentar per primera vegada al Saló de Ginebra el 1999.
El Zonda F és considerat un dels més cars i ràpids superesportius mai fabricats.
El febrer de 2011, va presentar a Argentina el nou i últim model de Pagani Automobili, el Pagani Huayra.
Horacio Pagani és considerat per alguns com l'Enzo Ferrari de l'últim mig segle i ha aconseguit consagrar-se com un dels millors creadors del sector de l'automobilisme de gran turisme de la història, marcant un inici i un fi a la indústria amb les seves invencions i apostes per materials poc usuals (fibra de carboni, materials compostos) per a aquesta època sent un dels pioners de la indústria en fer-ho.